# حروب التنين
حروب التنين فيلم من إنتاج سنة 2007 يحكي قصة أسطورة كورية قديمة عن مخلوق غير معروف يثير الرعب والفزع والدمار أينما حل، وأنه سيعود ويهدد كوكب الأرض مرة ثانية.

## القصة
يقوم أحد الصحفيين يدعى «إثيان كيندريك» بالتحري عن أصل الحكاية ويصل في نهاية الأمر إلى التعرف إلى فتاة تدعة «سارة» يكتشف فيما بعد بأنها مصابة بمرض غريب وهي التي كانت من المفترض أن تقوم بمساعدته في مهمته.
يحاول الاثنان الذهاب إلى مدينة لوس أنجلوس التي يهددها هذا المخلوق بالإبادة والدمار من أجل إنقاذ أهلها لكنهما يتعرضان في رحلتهما إلى المستحيل بعينه حيث يعانيان طوال الرحلة من الفوضى والاضطراب وإلى مزيد من الدمار والهدم والإبادة. يصل الاثنان أخيرا إلى أبواب المدينة فهل يتمكنا من اللحاق بالزمن وإنقاذ السكان من هول الكارثة التي تنتظرهم؟

## روابط خارجية
- حروب التنين على موقع IMDb (الإنجليزية)
- حروب التنين على موقع ميتاكريتيك (الإنجليزية)
- حروب التنين على موقع روتن توميتوز (الإنجليزية)
- حروب التنين على موقع نتفليكس (الإنجليزية)
- حروب التنين على موقع ألو سيني (الفرنسية)
- حروب التنين على موقع Turner Classic Movies (الإنجليزية)
- حروب التنين على موقع أول موفي (الإنجليزية)
- حروب التنين على موقع بوكس أوفيس موجو (الإنجليزية)
- حروب التنين على موقع فيلمافينيتي (الإسبانية)
- حروب التنين على موقع قاعدة بيانات الفيلم (الإنجليزية)